# 孙卫
孙卫（1964年2月15日—），也作孙伟，辽宁人，是中国已退役的职业足球运动员和主教练。
孙卫是中国足球联赛职业化前辽宁队“十冠王”的主力球员，主要司职左前卫，职业联赛转会开始后他加盟大连万达，又成为大连夺冠的功臣之一。1997年孙卫退役，在重庆红岩、大连万达、大连赛德隆以及中国女足等多支球队担任过助理教练，也曾出任过大连三德和浙江绿城的主教练。
2010年6月，时任中国国奥队主教练刘春明离开球队，助理教练孙卫随即接替成为主教练，并在11月率队出征广州亚运会。不过国奥队在亚运会上大比分负于韩国和日本，招致诸多批评，最终赛事结束后中国足协任命名帅布拉泽维奇出任主教练备战2012年伦敦奥运会预选赛，孙卫也就此离开了国奥队。
2024年4月8日，辽宁铁人俱乐部宣佈孙卫加入球队教练组。